# An Unseen Enemy
An Unseen Enemy ist ein aus dem Jahr 1912 stammender US-amerikanischer Kriminal-Stummfilm. In ihm feiern Lillian und Dorothy Gish ihr Filmdebüt.

## Handlung
Die beiden erwachsenen Töchter eines Arztes trauern um ihren verstorbenen Vater. Die Gemütsverfassung bessert sich erst, als der ältere Bruder ihnen mitteilt, durch den Verkauf eines Teils des Anwesens ihre finanzielle Lage verbessert zu haben. Den Erlös deponiert er aufgrund der fortgeschrittenen Uhrzeit im Safe des Hauses. Das gierige Hausmädchen versucht mit Hilfe eines kriminellen Verwandten in dessen Besitz zu gelangen. Während der Safe aufgebrochen wird, werden die Töchter im Nachbarzimmer mit einer Pistole bedroht. Trotzdem gelingt es ihnen, den Bruder zu informieren, der sie befreit und das Geld rettet.